# Rajkumar Hirani
Rajkumar Hirani (Nagpur, 20 novembre 1962) è un regista, sceneggiatore, montatore  e produttore cinematografico indiano.

## Filmografia

### Regista, sceneggiatore e montatore
- Munnabhai MBBS (2003)
- Lage Raho Munna Bhai (2006)
- 3 Idiots (2009)
- PK (2014)
- Sanju (2018)

### Montatore
- Mission Kashmir (2000)
- Ferrari Ki Sawaari (2012)

### Produttore
- PK (2016)
- Irudhi Suttru (2016)
- Sanju (2018)

## Premi
- National Film Awards
  - 2004: "Best Popular Film Providing Wholesome Entertainment"
  - 2007: "Best Popular Film Providing Wholesome Entertainment", "Best Screenplay"
  - 2010: "Best Popular Film Providing Wholesome Entertainment"
- Filmfare Awards
  - 2004: "Best Film (Critics)", "Best Screenplay"
  - 2007: "Best Film (Critics)", "Best Story", "Best Dialogue"
  - 2010: "Best Director", "Best Story", "Best Screenplay", "Best Dialogue"
  - 2015: "Best Screenplay", "Best Dialogue"
- Producer's Guild Film Awards
  - 2004: "Best Debut Director", "Best Screenplay", "Best Editing"
  - 2011: "Best Director (Special Honour)"
- International Indian Film Academy Awards
  - 2004: "Best Screenplay", "Best Editing"
  - 2007: "Best Director", "Best Story", "Best Dialogues"
  - 2010: "Best Director", "Best Story", "Best Screenplay", "Best Dialogue", "Best Editing"
  - 2015: "Best Director"
  - 2019: "Best Director in the last 20 years"
- Bollywood Movie Awards
  - 2004: "Best Director"
  - 2007: "Best Director", "Best Story", "Best Dialogue"
- Zee Cine Awards
  - 2004: "Best Debut Director", "Best Film"
  - 2007: "Best Story", "Best Screenplay", "Best Dialogue", "Zenith Power Team Award"
- CNN-IBN Indian of the Year
  - 2006: "Entertainment"
- Star Screen Awards
  - 2007: "Best Film", "Best Story", "Best Dialogue", "Best Editing"
  - 2010: "Best Director", "Best Editing", "Best Screenplay", "Best Dialogue"
  - 2015: "Best Film", "Best Director", "Best Dialogue"
- Global Indian Film Awards
  - 2007: "Best Film", "Best Story", "Best Dialogues"
- Stardust Awards
  - 2007: "Best Director"
- Star Guild Awards
  - 2015: "Best Sound Mixing", "Hall of Fame (Special Award)"
- Indian Film Festival Melbourne
  - 2015: "Telstra People's Choice Award"
  - 2018: "Best Film", "Best Director"
- Broadcast India Awards for Excellence in Film & Television
  - 2007: "Best Director"
- Bollywood Hungama Surfers Choice Movie Awards
  - 2010: "Best Director"